# Telegdi-Róth Lajos
Telegdi-Róth Lajos (Brassó, 1841. szeptember 10. – Budapest, 1928. április 16.) geológus, a földtani térképezés szakértője. Fia, Telegdi-Roth Károly (1886–1955) magyar geológus, paleontológus, egyetemi tanár, az MTA levelező tagja.

## Életpályája
Telegdi Róth György Ágost és Petter Jozefin fiaként született. Gyerekként tanúja volt az 1848–49-es forradalom és szabadságharc eseményeinek; a brassói vár bombázásának és az orosz inváziónak. 1851-ben családjával Bécsbe utazott. A középiskoláját Bécsben járta ki. A bányászati és kohászati akadémiát Freibergben (1860) és Leobenben (1862) végezte el. Utána Witkovitzban a Rothschild Műveknél (1864–1866), Bécsben a Geologische Reichsanstaltnál (1867) és a kolozsvári bányaigazgatóságon dolgozott. 1867–1870 között a Pénzügyminisztérium bányászati osztályának gyakornoka volt. 1868-ban III. osztályú bányászati számtiszt lett. 1870–1871 között a Magyar Állami Földtani Intézet gyakornoka, 1871–1872 között segédgeológusa, 1872–1883 között osztálygeológusa, 1883–1913 között főgeológusa volt. 1894-ben főbányatanácsosi címet kapott. 1901–1904 között a Magyarhoni Földtani Társulat elnöke, 1912-től tiszteletbeli tagja volt. 1913-ban nyugdíjba vonult. 1927-ben magyar királyi bányaügyi főtanácsosi címet kapott.

### Munkássága
Munkásságának középpontjában a földtani térképezés volt. Fontos eredményeket ért el a magyarországi kőolaj- és kőszénkutatás terén. A kosdi szénterület, a zsibói és recski kőolajterületek feltárása is hozzá köthető. Több tudományos dolgozata jelent meg a Földtani Közlönyben és a Földtani Intézet évi jelentéseiben.
Sírja a Fiumei úti sírkertben található (43-1-27).

## Művei
- Kismarton vidéke (Budapest, 1883)
- Erdélyrészi Érchegység Keleti széle (A Földtani Intézet évi jelentései, Budapest, 1903–1906)
- Az erdélyrészi medence földtani alkotása (A Földtani Intézet évi jelentései, Budapest, 1907–1910)

## Díjai
- III. osztályú vaskoronarend (1909)